# فریدون قنبری
فریدون قنبری (۱ مهر ۱۳۵۶ – ۲۸ فروردین ۱۴۰۰) کشتی‌گیر سابق ایرانی در رشتهٔ کشتی آزاد بود. او قهرمان مسابقات قهرمانی کشتی آسیا در سال ۲۰۰۴ و نیز قهرمان مسابقات قهرمانی جوانان جهان در ۱۹۹۷ بود. قنبری یکی از بهترین کشتی‌گیران نسل خودش در جهان به شمار می‌رفت و همچنین از او به عنوان یکی از استعدادهای کشتی جهان یاد شده که بر خلاف توانایی‌هایش و بر اثر برخی عوامل نتوانست به آنچه استحقاقش را در دنیای قهرمانی داشت برسد.

## زندگی ورزشی
فریدون قنبری از دوران جوانی به تیم ملی کشتی جوانان ایران راه یافت. او در دستهٔ ۸۳ کیلوگرم مسابقات قهرمانی کشتی جوانان جهان ۱۹۹۷ هلسینکی با پیروزی قاطعانه در چهار مسابقه به فینال این مسابقات رسید. او در فینال یوئل رومرو کوبایی را که در سال‌های بعد به مدال‌های جهانی و المپیک رسید، ۳–۱ شکست داد و به قهرمانی رسید.
قنبری در سال ۱۳۸۱، در دستهٔ ۸۴ کیلوگرم مسابقات قهرمانی کشتی کشور، با پیروزی برابر کشتی‌گیرانی از جمله امیر مرادی از مازندران و سعید ابراهیمی از همدان به قهرمانی رسید. در سال ۱۳۸۲ قنبری در لیگ برتر کشتی آزاد ایران تمام حریفان خود را شکست داد. او هچنین در مسابقات جام تختی ۱۳۸۲، تمام مدعیان وزن خود از جمله مجید خدایی و پژمان درستکار را شکست داد و به مقام قهرمانی رسید تا برای اولین بار موفق به کسب پیراهن تیم ملی شود. در فینال جام تختی بین فریدون قنبری و پژمان درستکار، قنبری تا پایان وقت قانونی با امتیاز ۲–۱ جلو بود که سپس در قانون کمرگیری نیز درستکار را شکست داد. در پایان این دیدار جنجالی قنبری و درستکار با هم درگیر شدند که حواشی بسیاری را در پی داشت. این درگیری با حمایت تماشاگران از قنبری مواجه شد، که درستکار به سمت آنان رفت و با برخی از تماشاگران هم درگیر شد.
فریدون قنبری درحالیکه در آستانهٔ رقابت‌های قهرمانی جهان ۲۰۰۳ نیویورک از بخت‌های اصلی ایران برای کسب قهرمانی این مسابقات به شمار می‌رفت، در اردوی تیم ملی با جلال لطیفی درگیر شد و او را از ناحیهٔ سر مجروح کرد. این قضیه موجب شد تا به درخواست محسن فرح‌وشی سرمربی وقت تیم ملی وی از لیست اعزامی به نیویورک حذف شود. پس از این اتفاقات مجید خدایی و پژمان درستکار به عنوان جانشین قنبری درنظر گرفته شدند اما در انتها مجید خدایی به مسابقات قهرمانی جهان نیویورک اعزام شد و به مقام بیست و دوم رسید. قنبری بعدها در این‌باره گفت:
با جلال لطیفی هم‌اتاق بودیم. یک روز بعد تمرین تیم ملی، زیر دوش یک جرّوبحث معمولی با لطیفی پیش آمد و انگار همه چیز از قبل برنامه‌ریزی شده بود. محسن فرح‌وشی مربی تیم ملی بلافاصله به حراست زنگ زد و یک اتفاق معمولی را چنان حراستی و رسانه‌ای کرد تا مرا از تیم ملی خط بزند و سرنوشت مرا عوض کند.در همان دوره و سال‌ها هم خیلی‌ها بودند که در اردو دعوایشان می‌شد اما خیلی آرام و بی‌سروصدا کاری می‌کردند خبر به رسانه‌ها نرسد و سریع جمعش می‌کردند. نمونه‌ها زیاد هستند، طبیعی است که در اردویی که ماه‌ها طول می‌کشد اختلافی بین آدم‌ها پیش بیاید. در همین اردوهای تیم ملی فرنگی هم گاهی مشکلاتی پیش می‌آمد اما محمد بنا نمی‌گذاشت هیچ کسی از موضوع خبردار شود چون شاگردانش را دوست داشت و دلش برای کشتی می‌سوخت.
فریدون قنبری در مسابقات قهرمانی کشتی آسیا ۲۰۰۴ که در تهران برگزار می‌شد، به عنوان ملی‌پوش دستهٔ ۸۴ کیلوگرم ایران رقابت کرد. او در دومین دیدار خود به مصاف ماگومدعلی گادجیلالوف از ازبکستان رفت كه در این كشتی در سه دقیقه اول بی‌نتیجه بود كه قنبری در كمرگیری توانست حریف خود را به پل بزند و ۳ امتیاز بگیرد كه این نتیجه تا پایان كشتی بی‌تغییر ماند و قنبری به مرحلهٔ نیمه‌نهایی راه یافت. او در نیمه‌نهایی نیز توانست با نتیجه ۴ بر صفر حسن فیصل از كشور عراق را شكست دهد و به فينال مسابقات راه يابد. او در فینال نیز مون اویی-جائه از کره جنوبی که دارندهٔ مدال نقره المپیک ۲۰۰۰ سیدنی و برندهٔ مدال طلای دو دورهٔ بازی‌های آسیایی بود را  ۵–۲ شکست داد و به قهرمانی رسید.
قنبری در دیدار فینال با مون اوی-جائه کره‌ای با آسیب‌دیدگی جدی روبرو شد و یکی از مهره‌های دنده سمت چپ‌اش شکست، درحالیکه قبل‌تر از آن هم آرنج دست راستش مصدوم بود. همین باعث شد تا با وجود آنکه ملی‌پوش اصلی تیم ملی ایران در دستهٔ ۸۴ کیلوگرم برای اعزام به المپیک ۲۰۰۴ آتن بود، به نفع امیررضا خادم انصراف داد تا خادم با تجربهٔ المپیک آتن رکورد حضور در پنج دورهٔ بازی‌های المپیک را بین ورزشکاران ایرانی به دست بیاورد. هرچند که امیر خادم مسابقه انتخابی نهایی را به محید خدایی واگذار کرد و نتوانست در بازی‌های المپیک حضور داشته باشد. خادم بعدها بیان کرد که این حرکت قنبری با وجود آنکه فشارهای گوناگون و حرف و حدیث‌هایی که از سمت مسئولین وزارت ورزش، فدراسیون، کادر فنی و حتی برخی اعضای تیم ملی برای او به وجود آورده بودند، غیرمنتظره و همراه با منش پهلوانی دانست و قنبری را فردی با «ضمیر پاک»، «بدون نقاب» و «روراست» دانست.
قنبری در مسابقات قهرمانی کشتی جهان سال ۲۰۰۵ که در بوداپست مجارستان برگزار می‌شد، اولین و تنها رقابت قهرمانی جهان را در دوران حرفه‌ای خود تجربه کرد. او در دیدار اول مقدماتی در دو تایم پیاپی ۱–۰ و ۲–۰، ساتورو یاماموتو از ژاپن را شکست داد و در دور بعدی او به مصاف ساجد ساجدف کشتی‌گیر نامدار روسیه و قهرمان مسابقات قهرمانی جهان سال ۲۰۰۳ و برندهٔ مدال برنز المپیک ۲۰۰۴ آتن رفت. او در این دیدار با ناداوری در دو تایم با نتایج ۱–۰ باخت که با اعتراض او همراه بود و شکایت کادر فنی نیز راه به جایی نبرد. او این شکست‌اش را ناشی از ضعف کادر فنی تیم ملی کشتی آزاد ایران از جمله غلامرضا محمدی می‌دانست. یدالله اعتصامی، مربی وقت تیم ملی کشتی آزاد جوانان و کارشناس کشتی نیز اعتقاد داشت که کادرفنی و همراهان تیم برای احقاق حق قنبری تلاشی نکره‌اند.
قنبری در رقابت‌های لیگ برتر کشتی آزاد ایران در سال ۱۳۸۴، کشتی‌گیر دستهٔ ۸۴ کیلوگرم تیم راه‌آهن خراسان بود که در این مسابقات او رواز میندوراشویلی قهرمان جهان در ۲۰۰۵ بوداپست (که بعدها هم برندهٔ مدال طلای المپیک ۲۰۰۸ پکن شد) را شکست داد و بهترین کشتی‌گیر هفته چهارم لیگ برتر شد. او میندوراشویلی را در سال قبل نیز شکست داده بود. اوج حواشی پیرامون قنبری در رقابت‌های برگشت این دوره از رقابت‌های لیگ بود که او سعید ابراهیمی از تیم پاس تهران را ۴–۱ شکست داد اما پس از اتمام این دیدار به سوی غلامرضا محمدی سرمربی تیم پاس تهران دستانش را با شادی بالا برد و حرکاتی کرد که محمدی آن را بی‌احترامی تلقی کرده و با او درگیر شد. پس از این اتفاق بابک اسدی دیگر مربی پاس تهران و پژمان درستکار کشتی‌گیر وزن ۸۴ کیلوگرم هم به قنبری حمله‌ور شدند که در نهایت به زدوخورد کشتی‌گیران دو تیم انجامید و چند نفر مجروح شدند. غلامرضا محمدی سرمربی تیم ملی در مسابقات قهرمانی جهان ۲۰۰۵ بوداپست نیز بود که به نظر می‌رسید قنبری نسبت به عملکرد او در آن مسابقات اعتراض داشت و معتقد بود از او حمایت نکرده است. همچنین قنبری معتقد بود محمدی به او فحاشی کرده است. در نهایت این حواشی منجر به محرومیت چندماهه برای قنبری، درستکار و محمدی از سوی کمیته انضباطی فدراسیون کشتی ایران شد و باشگاه پاس تهران نیز به جریمه نقدی محکوم شد.
در مسابقات قهرمانی کشتی آزاد کشور ۱۳۸۵ که در کرمانشاه برگزار شد، فریدون قنبری از تیم کرمانشاه در دیدار نیمه‌نهایی دستهٔ ۸۴ کیلوگرم از سد جمال میرزایی از همدان گذشت. او در فینال نیز سعید واگذاری از تیم مازندران را در دو تایم شکست داد تا به عنوان قهرمانی کشور رسیده و به انتخابی تیم ملی راه یافت.
قنبری پس از دوری چندساله از میادین در دستهٔ ۹۶ کیلوگرم برای تیم شهرداری بابل در لیگ برتر کشتی سال ۱۳۹۰ حضور پیدا کرد و حریفان جوانش را در این وزن شکست داد که عملکرد او تحسین علیرضا حیدری را درپی داشت.
او پس از بازنشستگی به تمرین در رشتهٔ هنرهای رزمی ترکیبی پرداخت و قصد داشت در مسابقات بین‌المللی این رشته حضور پیدا کند که با حمله مسلحانه به او و زخمی شدن در سال ۱۳۹۴، موفق نشد به این هدفش دست یابد. قنبری همچنین مدت کوتاهی هم به عنوان مربی تیم ملی کشتی آزاد ناشنوایان ایران فعالیت کرد.

## حمله مسلحانه و مجروح شدن
در آذرماه سال ۱۳۹۴، حمله مسلحانه به فریدون قنبری عضو سابق تیم ملی خبرساز شد. به گزارش رسانه‌ها در حالیکه فریدون قنبری در یکی از خیابان‌های شهرستان صحنه مشغول رانندگی بود، خودرو او توسط چندفرد مسلح به سلاح گرم به رگبار گلوله بسته شد و قنبری پس از ایجاد جراحت بر اثر چند گلوله به بیمارستان منتقل شد. رئیس مرکز اطلاع‌رسانی نیروی انتظامی استان کرمانشاه، از پی‌گیری پرونده این افراد و درگیری قبلی فریدون قنبری با یکی از افراد مسلح موجود در این حمله خبر داد.
او پس از بهبودی کامل در شرح این حادثه گفت:
بیش از یک سال و نیم پیش یکی از آشنایان نزد من آمد و از کلاه‌برداری عده‌ای از افراد خبر داد و خواستار این شد که حق او را از این افراد بگیرم. من نیز از آنجا که این فرد انسان ضعیفی بود و مورد ظلم واقع شده بود، خواسته او را پذیرفتم و حقش را از این افراد گرفتم و حتی یک سیلی محکم نیز به نفر اصلی آن‌ها بخاطر کار زشتی که مرتکب شده بود زدم. خدا شاهد است که فقط برای گرفتن حق آن مرد اقدام به این کار کردم و هیچگونه مسئله دیگری درمیان نبود. چند سال است که هیچ حاشیه‌ای ندارم و از اشتباهات گذشته درس گرفته‌ام.
این اتفاق باعث کینه این افراد نسبت به من شد و چهار نفر از آن‌ها پس از زمانی در حدود یک سال که در یکی از خیابان‌های شهر صحنه مشغول رانندگی بودم، سوار بر خودوری پژو ۴۰۵ به وسیله نقلیه من نزدیک شدند و با اسلحه کلاشینکف اقدام به تیراندازی به طرف من کردند.

۴ گلوله به بدن من اصابت کرد که یک گلوله به کتف چپ، یک گلوله به صورت و دو گلوله نیز به کف دو دستم خورد و باعث شد شدیداً مجروح شوم و خون زیادی از من برود. چیزی در حدود ۲۰ گلوله نیز به ماشینم اصابت کرد که این موضوع نشان می‌دهد آن‌ها فقط به قصد کشتن من اقدام به این کار کردند.

## درگذشت
فریدون قنبری که از روز نخست سال ۱۴۰۰ به دلیل بیماری پانکراتیت نکروزان در بیمارستان بستری شده و روز ۲۰ فروردین جراحی شده بود، روز شنبه ۲۸ فروردین با افت فشار شدید مواجه شده و پانکراتیت، ارگان حیاتی بدنش را درگیر کرد که منجر به درگذشت وی در بیمارستان امام حسین کرمانشاه شد.
پیکر او به دلیل محدودیت‌های کرونایی با کمترین اطلاع‌رسانی تشییع شده و در گورستان باغ فردوس به خاک سپرده شد. در مراسم تشییع جنازه او علاوه بر خانواده و جمعی از دوستدارانش، امیررضا خادم قهرمان جهان و المپیک، سرمربی تیم ملی و رئیس پیشین فدراسیون کشتی، محمدحسن و محمدحسین محبی، سعید طلوعی شهرداری کرمانشاه و... حضور داشتند.

## افتخارات
- قهرمانی آسیا ۲۰۰۴ تهران - ۸۴ کیلوگرم
- قهرمانی جوانان جهان ۱۹۹۷ هلسینکی - ۸۳ کیلوگرم
- جام جهانی ۱۹۹۹ اسپوکن - ۸۵ کیلوگرم
- جام جهانی ۱۹۹۸ استیل‌واتر - ۸۵ کیلوگرم
- جام جهانی ۲۰۰۵ تاشکند - ۸۴ کیلوگرم
- جام دان کولف ۱۹۹۷ ریوس - ۸۵ کیلوگرم
- جام الکساندر مدوید ۲۰۰۳ مینسک - ۸۵ کیلوگرم
- جام تختی ۱۳۷۶ تهران - ۸۵ کیلوگرم
- جام تختی ۱۳۷۷ تنکابن - ۸۵ کیلوگرم
- جام تختی ۱۳۷۹ مشهد - ۸۵ کیلوگرم
- جام تختی ۱۳۸۲ تهران - ۸۴ کیلوگرم